# هفت‌پیکر

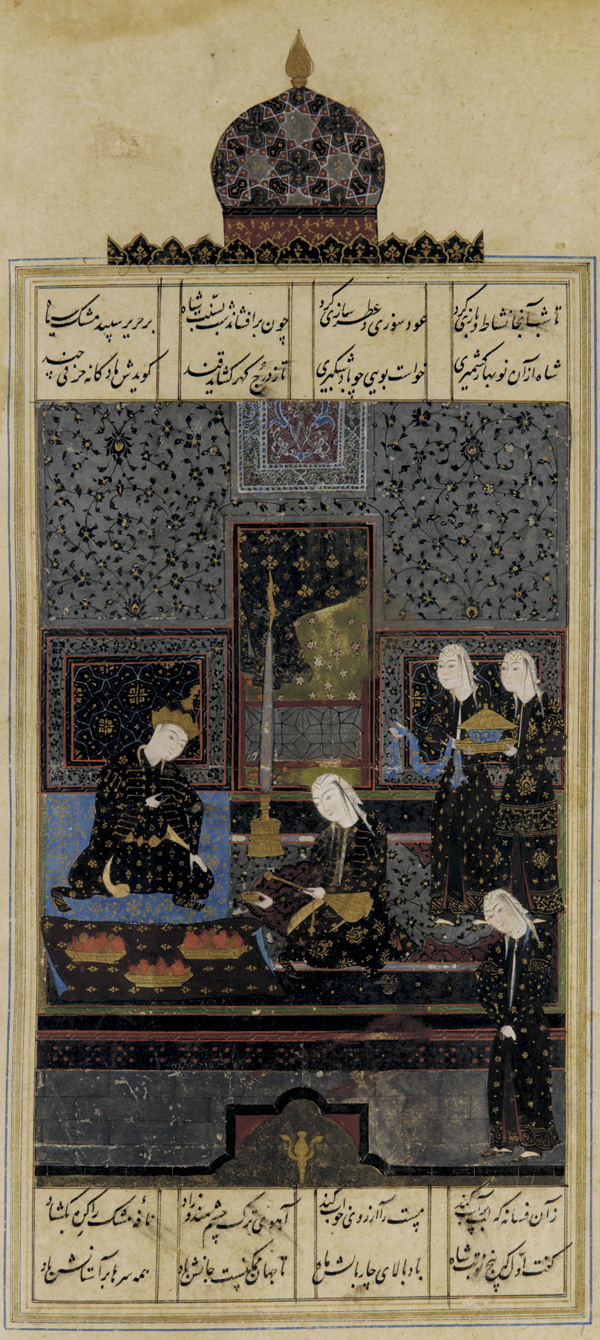
بهرام گور و دختر رای هند در گنبد سیاه

هفت‌پیکر یا بهرام‌نامه یا هفت‌گنبد، چهارمین منظومه نظامی از نظر ترتیب زمانی و یکی از دو شاهکار او (با خسرو و شیرین) از لحاظ کیفیت است. این دفتر را از جهت ساختار کلی و روال داستانی می‌توان به دو بخش متمایز تقسیم کرد:
یکی بخش اول و آخر کتاب دربارهٔ رویدادهای مربوط به بهرام پنجم ساسانی از بدو ولادت تا مرگ رازگونه او، که برپایه روایتی تاریخ گونه است؛
دیگری بخش میانی که مرکب از هفت حکایت یا اپیزود از زبان هفت همسر او و از زمره حکایات عبرت‌انگیزی است که دختران پادشاهان هفت اقلیم (مطابق تقسیم قدما) برای بهرام نقل می‌کنند.
این منظومه آمیزه‌ای از جنبهٔ حماسی و غنایی است، بدین معنی که بخش هفت گنبد تماماً دارای روح غنایی و تخیل رمانتیک است، ولی بخش تاریخی گونه، اگرچه سعی شاعر بر ترسیم چهره‌ای حماسی برای بهرام بوده، آمیزه‌ای از جنبه حماسی و عناصر غنایی است. هفت‌پیکر از گذشته یکی از مضمون‌های اصلی نگارگری‌های ایرانی–هندی بوده‌است.
در هفت پیکر زمین و آسمان و جلوه‌های جمال این دو با هم پیوند می‌یابد:
از یک سو هفت گنبد است ساخته بر زمین و هفت روز و هفت رنگ و هفت اقلیم و هفت عروس که جملگی زمینی است، و از سوی دیگر نظیر قرار دادن اینها با «هفت» های آسمانی (چون هفت سیاره و هفت فلک)، و واسطه این دو با همدیگر گنبدی است که چرخ زنان آهنگ عروج به گنبد دوار دارد.
هفت پیکر ستایش داد و رفق، و نکوهش ستم و بیراهی است.
در پایان‌نامه هفت پیکر حکیم دربارهٔ کتاب می‌گوید:
| مصرعی زرّ و مصرعی از دُر |  | تهی از دعوی و ز معنی پُر     |
| تا بدانند کز ضمیرِ شگرف |  | هرچه خواهم درآورم به دو حرف |

اپرای توراندخت اثر جاکومو پوچینی بر اساس داستان روز سه‌شنبه ساخته شده‌است که توسط همراهش از گنبد سرخ که با مریخ مرتبط است به شاه بهرام گفته می‌شود.
دکتر معین روایت‌های هفت پیکر را دو قسم می‌داند؛ اول داستان‌های بی ارتباط با بهرام گور و بر ساختهٔ نظامیو یا مقتبس از داستان‌های عامیانه مثل افسانه سرایی دختران هفت کشور؛ دوم داستان‌های مربوط به بهرام گور که بخشی تاریخی و بخشی افسانه ای است.

## هفت داستان

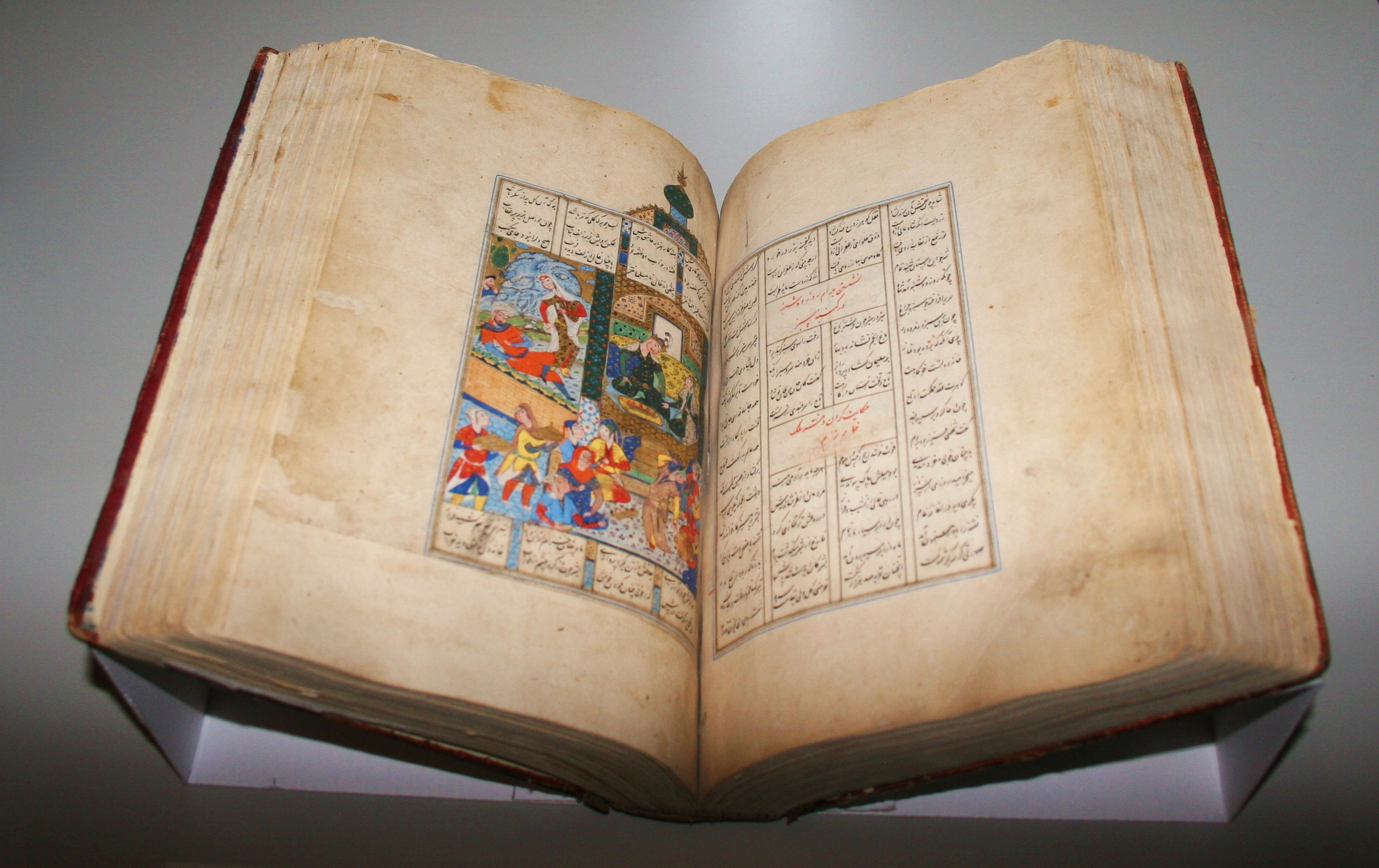
یک نسخهٔ خطّی از منظومهٔ هفت‌پیکر نظامی گنجوی، متعلق به موزه پرگامون، آلمان